# Wilhelm von Kardorff
Wilhelm Carl Friedrich August Hellmuth Ludwig von Kardorff, född 8 januari 1828 i Nedre Schlesien, död 21 juli 1907 på Gut Nieder-Wabnitz i Nedre Schlesien, var en tysk politiker.
Kardorff tog redan 1853 avsked från ämbetsmannabanan och blev riddargodsägare i Schlesien, var 1884–95 lantråd, satt 1866–76 och 1888–97 i preussiska lantdagens deputeradekammare och tillhörde från 1867 först Nordtyska förbundets riksdag (tillhörande Freikonservativen Partei) och från 1871 tyska riksdagen (tillhörande Deutsche Reichspartei) till kort före sin död. 
Kardorff var ivrig protektionist, deltog 1876 i grundandet av Zentralverband Deutscher Industrieller och anslöt sig på 1890-talet till Bund der Landwirte, ur vilket han dock utträdde, när dess styrelse uppträdde emot 1902 års tulltariff. Hans namn är politiskt närmast förknippat med det av vänsterpartierna häftigt bekämpade förslag om tariffens behandling i klump ("Antrag Kardorff"), som blev riksdagens beslut den 11 december 1902 och möjliggjorde den starkt protektionistiska tariffens antagande några dagar senare.